# Léon Bourjade
Pour les articles homonymes, voir Bourjade.
Jean-Pierre Léon Bourjade (Montauban, 25 mai 1889 – Papouasie-Nouvelle-Guinée, 22 octobre 1924) est un as de l'aviation et missionnaire français.

## Biographie

### Enfance et Première Guerre mondiale
Léon Bourjade est le fils de Marie Adolphe Maurice Bourjade et de Lucie Marie Stéphanie Henriette Méric de Bellefon. Il est dans une famille bourgeoise de neuf enfants très pieuse, ses parents étant de fidèles abonnés au journal La Croix. Dès son plus jeune âge, il rêve de vie religieuse, mais aussi d'aventure en lisant les récits de peuplades sauvages qu'il rêve d'évangéliser. Après des études à Montauban, il entre en 1908 au noviciat chez les Missionnaires du Sacré-Cœur de Jésus d'Issoudun (Indre). Le 23 janvier 1910, Bourjade prononce ses vœux. Sa congrégation ayant été interdite par le gouvernement anticlérical de la IIIe République, Bourjade est contraint de suivre sa congrégation dans son exil en Espagne. Il y reste peu de temps et rejoint bientôt Fribourg (Suisse). C'est dans cette ville, où il étudie la théologie, que Bourjade se trouve lorsque la guerre éclate en 1914. Mobilisé, il commence la guerre dans l'artillerie dans le 23e régiment d'artillerie à Toulouse avant d'être transféré dans la 125e brigade de bombardiers, en 1915. Il s'y montre particulièrement courageux et quelque peu chanceux.
Il reçoit une première citation :

« Maréchal des logis, chef de section aux tranchées de première ligne depuis février 1915, a constamment donné à ses hommes le plus bel exemple de courage, d’énergie et de sang-froid. S’est distingué en mai, juin, juillet 1915. Chargé d’un poste dangereux du 21 au 25 septembre, a rempli complètement la mission qui lui était confiée, bien que ses pièces aient été à plusieurs reprises enterrées par les obus ennemis, et ses servants, sauf deux, tués ou blessés. »

En 1917, il est affecté à l'aviation, et, après avoir suivi une formation de pilote, il obtient le brevet de pilote militaire no 7457 le 20 octobre 1917, il intègre l'Escadrille SPA 152 (en), dite des crocodiles, à Pau avec Ernest Maunoury, une unité qui est affectée sur le front des Vosges. Dans cette unité, il est décrit comme un pilote assez moyen mais il se spécialise dans une tâche aussi téméraire que dangereuse, l'attaque des ballons d'observation allemands (les Drachens) qui sont très fortement défendus par la DCA, incendiant le premier d'entre eux le 27 mars 1918. Très pieux, il fait fixer par son mécanicien un fanion du Sacré Cœur derrière le poste de pilotage ainsi qu'une plaque avec le portrait de Sainte Thérèse de Lisieux sur tous les avions qu'il pilote, attribuant à celle qui n'était pas encore canonisée l'ensemble de ses victoires. Cette manifestation de foi est très mal vue par sa hiérarchie et interdite par le règlement des armées, mais les victoires qu'il accumule lui accordent ce privilège.
Il accède à la célébrité en étant cité dans le communiqué aux armées du 25 juillet 1918 pour sa 10e victoire, ce qui lui vaut plusieurs articles dans les journaux dont le journal La Croix qui ne manque pas de signaler que ses parents sont de fidèles abonnés. Certains titres le surnomment « l'as abbé » et affirment qu'il choisit d'attaquer des ballons ennemis pour ne pas avoir de sang à verser. Il tient à démentir cette affirmation en écrivant au journaliste Jacques Mortane : « Plusieurs fois, dans les journaux, parut une interprétation qui me surprit. Je n'ai jamais évité le moindre combat contre le Boche, que ce soit dans les tranchées ou en l'air, afin de ne pas verser le sang ennemi : quelle singulière interprétation du devoir me prêtait-on là ! »
À la fin de la guerre, promu au grade de lieutenant, il totalise 254 heures et 45 minutes de vol de guerre, il a livré soixante-sept combats aériens et remporté vingt huit victoires aériennes homologuées dont vingt sept sur des ballons d'observation (Drachen) et une sur avions allemands, ce qui fait de lui l'as des as des chasseurs de Drachen et l'un des plus grands as français de la Grande Guerre. Le 5 juin 1918, il est fait Chevalier de la Légion d'honneur, puis est promu Officier de la Légion d'honneur le 16 juin 1920. Il sera également décoré de la Croix de Guerre.
Très acrobate, il fait aisément le saut périlleux arrière à pieds joints. La bicyclette à roue fixe, en marche avant et arrière, n'a pas de secret pour lui. Les chevaux les plus rétifs lui obéissent .

### Ordination et mission en Papouasie

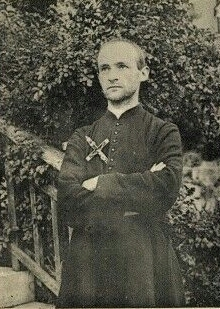
Léon Bourjade avant son départ en mission.

Ordonné prêtre le 26 juillet 1921, Léon Bourjade embarque en novembre 1921 vers la Papouasie. Après moins de trois ans de mission auprès des Roros, où il fait preuve d'abnégation, il meurt à Yule Island d'une hématurie, probablement causée par une overdose de quinine contre le paludisme, le 22 octobre 1924, dans les bras de son évêque Monseigneur de Boismenu. Les Papous le surnommèrent « le veuf ». De caractère très réservé, il avait une dévotion particulière à Sainte Thérèse de l'Enfant Jésus, et nous a laissé des notes : Lettres à Sainte Thérèse. Un de ses camarades disait : « On ne peut comprendre Bourjade sans Thérèse ».

## Décorations
- Officier de la Légion d'honneur par décret du 4 décembre 1920[1].
- Croix de guerre 1914-1918 (15 citations dont 14 palmes)[6]

## Hommages
Quelques années après sa mort, le célèbre aviateur Jean Mermoz, durant une de ses traversées de l'Atlantique sud en avion, eut une grave fuite d'huile qui l'assurait d'une perdition en mer ; bien qu'athée, il adressa une « prière » à son collègue pilote Léon Bourjade et atterrit in extremis sur une plage du Sénégal, l'hélice « en drapeau ». Il en a confié le témoignage dans un courrier adressé à la congrégation du Père Bourjade.
De 1934 à 1940, la principale escadrille des scouts de l'air chez les Scouts de France portait son nom.